# تیم ملی والیبال مردان تایلند
تیم ملی والیبال مردان تایلند تیم ملی والیبال مردان کشور تایلند است.

## نتایج

### بازی‌های المپیک تابستانی
- ۲۰۰۸ - واجد شرایط نشد

### مسابقات آسیایی
- ۱۹۹۸ - جایگاه ۵ام
- ۲۰۰۶ - جایگاه ۱۱ام
- ۲۰۱۰ - جایگاه ۴ام
- ۲۰۱۴ -